# (26821) Baehr
(26821) Baehr (1988 FM1) – planetoida z grupy pasa głównego asteroid okrążająca Słońce w ciągu 5,28 lat w średniej odległości 3,03 j.a. Odkryta 17 marca 1988 roku.